# Pere Ros i Salart
Pere Ros i Salart és un patró de pesca i directiu del sector pesquer català. Ha estat un dels impulsors i promotors de la pesca a Catalunya com a president de la Federació Nacional Catalana de Cofraries de Pescadors. El 2001 va rebre la Creu de Sant Jordi.